# Lawrence Bender
Lawrence Bender, född 17 oktober 1957 i New York, är en amerikansk filmproducent. Han fick sitt genombrott efter att producerat De hänsynslösa 1992 och har sedan dess producerat de flesta av Quentin Tarantinos filmer. Bender brukar medverka som cameo i de flesta filmerna han producerar. Han Oscarnominerades för Bästa film för Pulp Fiction (1994), Will Hunting (1997) och Inglourious Basterds (2009)

## Produktioner, i urval
- 1989 – Intruder
- 1992 – De hänsynslösa
- 1994 – Pulp Fiction
- 1994 – Killing Zoe
- 1994 – Fresh
- 1995 – Four Rooms
- 1995 – Vit som synden
- 1996 – From Dusk Till Dawn
- 1997 – Will Hunting
- 1997 – Jackie Brown
- 1998 – Illusion av lycka
- 1999 – From Dusk Till Dawn 2
- 1999 – From Dusk Till Dawn 3
- 1999 – Anna och kungen
- 2001 – The Mexican
- 2001 – Knockaround Guys
- 2003 – Kill Bill: Volume 1
- 2004 – Kill Bill: Volume 2
- 2004 – Dirty Dancing: Havana Nights
- 2004 – Oskyldiga röster
- 2005 – The Chumscrubber
- 2006 – En obekväm sanning (dokumentär)
- 2009 – Inglourious Basterds
- 2012 – Safe